# Jean-Baptiste Schinler
Jean-Baptiste Schinler (Aywaille, 14 oktober 1863 - Sprimont, 21 augustus 1937) was een Belgisch volksvertegenwoordiger, senator en burgemeester.

## Levensloop
Begonnen als steenhouwer, werkte Schinler zich op binnen de socialistische partij.
In 1894 werd hij verkozen tot socialistisch volksvertegenwoordiger voor het arrondissement Luik en vervulde dit mandaat tot in 1919. Hij werd toen provinciaal senator voor de provincie Luik en oefende dit mandaat uit tot in 1921.
In 1911 werd hij verkozen tot gemeenteraadslid van Aywaille, werd schepen in 1919 en was burgemeester van 1921 tot 1927.